# Куслій Артем Володимирович
Артем Володимирович Куслій (нар. 7 липня 1981, Дніпропетровськ) — український футболіст, що грав на позиції воротаря, насамперед відомий виступами за дніпропетровський «Дніпро». Гравець юнацьких і молодіжної збірних України. Срібний призер чемпіонату Європи 2000 року серед гравців до 18 років.

## Клубна кар'єра
Вихованець футбольної школи «Дніпро-75» з рідного Дніпропетровська. З 1998 року почав залучатися до складу головної команди дніпропетровського «Дніпра». На той час у команді грали досвідчений Микола Медін, а також перспективний вихованець херсонського футболу Максим Старцев, тож конкуренція серед воротарів була надзвичайно високою і перший свій матч за головну команду «Дніпра» Куслій провів лише у травні 2000, вийшовши на поле у стартовому складі дніпропетровців у грі чемпіонату проти тернопільської «Ниви». До цього молодий гравець вже встиг спробувати свої сили в російському «Уралані», де на правах оренди провів частину 1999 року, проте в офіційних іграх так й не дебютував. Паралельно продовжував виступати за другу команду «Дніпра», його третю команду, а згодом й команду дублерів клубу. З приходом до «Дніпра» на початку 2004 року досвідченого В'ячеслава Кернозенка конкуренція за місце у воротах основної команди клубу загострилося і все частіше вибір тренерів був не на користь Куслія.
Аби отримати постійну ігрову практику влітку 2007 воротар прийняв пропозицію перейти на правах оренди до охтирського клубу «Нафтовик-Укрнафта», який в сезоні 2007/08 після 15-річної перерви розпочинав змагання у вищій лізі України. Куслій розпочав сезон як основний воротар своєї нової команди, проте 24 листопада 2007 року отримав важку травму у зіткненні з гравцем донецького «Шахтаря» Фернандінью. Під час гри воротаря було замінено і він пропустив майже півроку, відновлюючись після травми. Куслій повернувся у ворота «Нафтовика» на останні 6 матчів чемпіонату, проте не зміг допомогти охтирцям зачепитися за 14 місце турнірної таблиці і зберегти «прописку» у вищій лізі.
Першу половину сезону 2008/09 також прові в оренді, цього разу у «Кривбасі». У криворізькій команді крім Куслія на місце у воротах претендували Євген Боровик та албанець Хіді Іслі, тож за півроку Артем взяв участь лише у 4 іграх чемпіонату. Після повернення з оренди у «Кривбасі» шукав варіанти продовження кар'єри у «Таврії» і «Іллічівці», проте влітку 2009 року у нього було виявлено проблеми зі здоров'ям, які врешті-решт змусили 28-річного голкіпера вирішити завершити кар'єру гравця.

## Виступи за збірні
Залучався до юнацьких збірних команд України починаючи з команди з гравців до 16 років. У складі збірної U18 2000 року став срібним призером чемпіонату Європи.
2003 року провів одну гру за молодіжну збірну України — гостьовий матч проти турецької «молодіжки», програний з рахунком 2:4.

## Тренерська діяльність
З 2010 року працює у клубній структурі дніпропетровського «Дніпра», є помічником тренера молодіжної команди клубу.

## Досягнення
Чемпіонат України
- Бронзовий призер: 2004.